# Andrea Philipp
Andrea Philipp (29 luglio 1971) è un'ex velocista tedesca.

## Palmarès

### Mondiali
- 1 medaglia:
  - 1 bronzo (Siviglia 1999 nei 200 metri piani)

### Europei
- 1 medaglia:
  - 1 argento (Budapest 1998 nella staffetta 4x100 metri)

### World Cup
- 1 medaglia:
  - 1 bronzo (Johannesburg 1998 nella staffetta 4x100 metri)

## Altre competizioni internazionali
1991
- Coppa Europa di atletica leggera ( Francoforte)

1996
- Coppa Europa di atletica leggera ( Madrid)